# یوزف خن
یوزف خن (لهستانی: Józef Hen؛ زادهٔ ۸ نوامبر ۱۹۲۳) نویسنده، رمان‌نویس، نمایشنامه‌نویس، فیلم‌نامه‌نویس، مقاله‌نویس و گزارشگر اهل لهستان است.
پس از تهاجم آلمان به لهستان در سپتامبر ۱۹۳۹، او در ورشو ماند اما در ماه نوامبر برای فرار از وقایع اشغال لهستان، از پایتخت گریخت. او دوران جنگ را در اتحاد جماهیر شوروی گذراند. با وجود سلامتی خوب، در ارتش تبعیدی آندرس پذیرفته نشد. در سال ۱۹۴۴، وی به ارتش رقیب یعنی ارتش خلق لهستان پیوست و همچنین شعر خود ووچ وفادار را در مجله صدای سرباز منتشر کرد. وی در طول جنگ جهانی دوم، پدرش را از دست داد که در سال ۱۹۴۵ در اردوگاه بوخن‌والت کشته شد. برادرش، موزس، در اتحاد جماهیر شوروی ناپدید شد و خواهرش میرکا در سال ۱۹۴۲ درگذشت. مادر و خواهرش استلا از جنگ جان سالم به در بردند. در سال ۱۹۴۴، وی نام مستعار «خن» را برای خود برگزید که به مرور زمان نام قانونی او شد. بلافاصله پس از جنگ، او به عنوان سردبیر هفته‌نامه «سرباز لهستانی» مشغول به کار شد. او در سال ۱۹۹۸ نشان صلیب شجاعت و صلیب فرمانده با ستاره و نشان افتخار تولد لهستان را دریافت کرد. همچنین در سال ۲۰۰۹، او جایزه ادبی شهر ورشو را برای آثارش دریافت کرد.
از فیلم‌ها یا مجموعه‌های تلویزیونی که وی در آن‌ها نقش داشته است، می‌توان به افسانه‌ای باستانی: آن هنگام که خورشید ایزد بود اشاره نمود.
وی همچنین برندهٔ جوایزی همچون گلوریا آرتیس شده‌است.